# Орлов, Анатолий Петрович
Анато́лий Петро́вич Орло́в (25 марта [6 апреля] 1879, Рыбницы, Ярославская губерния — 21 декабря 1937, Таруса, Тульская область) — протоиерей Русской православной церкви, русский богослов и церковный историк. Последний легитимный ректор Московской духовной академии перед её закрытием в 1920-хх годах.

## Биография
Родился 25 марта (6 апреля) 1879 года в селе Рыбницы Даниловского уезда Ярославской губернии (ныне — в Некрасовском районе, Ярославская область) в семье священника Петра Гурьевича Орлова и его супруги Александры Алексеевны.
В 1894 году окончил Ярославское духовное училище, в 1900 году — Ярославскую духовную семинарию, а в 1904 году — Московскую духовную академию со степенью кандидата богословия за диссертацию: «Учение св. Илария Пиктавийского о Святой Троице». В 1904—1905 годах — профессорский стипендиат академии. Магистр богословия (1908; тема диссертации: «Тринитарные воззрения св. Илария Пиктавийского»). В 1909—1910 годах слушал лекции в Берлинском и Мюнхенском университетах.
С 1905 года — исправляющий должность доцента Московской духовной академии по кафедре истории и обличения западных исповеданий в связи с историей Западной Церкви от 1054 года до настоящего времени. С 1908 года — доцент, с декабря 1909 года — экстраординарный профессор академии по этой же кафедре. С августа 1916 года преподавал также историю и обличение русского сектантства.
Автор нескольких небольших, но серьёзных трудов о богословии Илария Пиктавийского и Оригена, сотериологии Ансельма Кентерберийского и Пьера Абеляра, а также посвящённых анализу некоторых воззрений Иммануила Канта, Мартина Лютера и Ульриха Цвингли. В сборнике «Богословские труды» (№ 4—7) была посмертно опубликована работа «Св. Иларий, епископ Пиктавийский», которая атрибутирована как принадлежащая перу профессора Ивану Попову, но, по мнению протодиакона Сергия Голубцова является трудом Анатолия Орлова.
С 10 сентября 1917 года — ректор Московской духовной академии, был избран на этот пост как мягкий и покладистый человек. Был рукоположён в сан иерея (ректор академии по уставу должен был иметь священный сан), возведён в сан протоиерея. Руководил академией до 8 апреля 1922 года, в том числе и после того, как в 1919 году она была вынуждена покинуть Сергиев Посад и существовала неофициально в Москве, где преподаватели продолжали читать лекции студентам.
С 1919 года — настоятель церкви Троицы Живоначальной на Арбате, с 1920 года второй священник храма Казанской иконы Божией Матери у Калужских ворот.
8 апреля 1922 года был арестован в связи с кампанией по изъятию церковных ценностей. На судебном процессе над представителями московского духовенства и мирян, проходившем в апреле — мае 1922 года, был приговорён к смертной казни, заменённой пятью годами лишения свободы.
Был освобождён по амнистии, но 8 марта 1924 года вновь арестован и приговорён к трём годам ссылки в Нарымский край. Ссылку отбывал в деревне Тиксино на реке Кети. В апреле 1931 года в очередной раз арестован, обвинён в антисоветской пропаганде и выслан на три года в Северный край. Затем был священником в селе Кузьмищево под Тарусой.
Был арестован в Тарусе 22 сентября 1937 года; 9 декабря решением Тройки УНКВД по Тульской области приговорён к расстрелу. Расстрелян 21 декабря того же года.

## Публикации
- Лютер и Цвингли: Сравнительная характеристика их богословских воззрений // Богословский вестник — 1905. — Т. 3. — № 11. — С. 365—393.
- Сущность и историческое значение так называемого «культуркампфа» в Германии // Богословский вестник. — 1905. — Т. 3. — № 12. — С. 589—624.
- Тринитарные воззрения Илария Пиктавийского : Историко-догматическое исследование. — Сергиев Посад : тип. Св.-Тр. Сергиевой лавры, 1908. — 552 с.
- К характеристике христологии Илария Пиктавийского // Богословский вестник. 1909. — Т. 3. — № 9. — С. 123—145; № 10. — С. 229—285
  - Христология Илария Пиктавийского в связи с обзором христологических учений 2-4 вв. — Сергиев Посад : тип. Св.-Тр. Сергиевой лавры, 1909. — 192 с.
- К характеристике христологии Оригена // Богословский вестник. 1909. — Т. 2. — № 7/8. — С. 370—394.
- Сотериология Ансельма Кэнтерберийского (в связи с антропологическими и христологическими его воззрениями). — Сергиев Посад : тип. Св.-Тр. Сергиевой лавры, 1915. — 96 с.;
- Сотериология Петра Абеляра (в связи с антропологическими его воззрениями) // Богословский вестник. — 1916. — № 3/4. — С. 537—550; № 5. — С. 74-94; № 6. — С. 253—274; 1917. — № 1. — С. 77-113.